# Омикрон Геркулеса
Омикрон Геркулеса (лат. ο Herculis), 103 Геркулеса (лат. 103 Herculis), HD 166014 — тройная звезда в созвездии Геркулеса на расстоянии приблизительно 334 световых года (около 102 парсек) от Солнца.

## Характеристики
Первый компонент (HD 166014A) — бело-голубая эруптивная переменная звезда типа Гаммы Кассиопеи (GCAS) спектрального класса B9Ve, или B9III, или B9,5V, или B9,5III, или A0. Видимая звёздная величина звезды — от +3,87m до +3,8m. Масса — около 5,098 солнечных, радиус — около 5,677 солнечных, светимость — около 242,11 солнечных. Эффективная температура — около 10590 K.
Второй компонент — коричневый карлик. Масса — около 59,75 юпитерианских. Удалён в среднем на 2,574 а.е..
Третий компонент (HD 166014B). Удалён на 0,1 угловой секунды.